# 安大略航空1363號班機空難
安大略航空1363号班机是安大略航空公司由桑德贝飞往温尼伯，中停德賴登的定期航班。1989年3月10日，一架编号为C-FONF的福克F-28飞机执行此任务时由于机翼结冰导致起飞失败坠毁，造成24人死亡，45人受伤。

## 经过
当天，1363号班机在暴雪中起飞，但起飞后飞机并没有爬升，反而往下坠。尽管机组人员企图力挽狂澜，飞机仍在下滑。几秒钟后，飞机跌进了跑道尽头的树丛，随即爆炸起火，导致24人死亡。

## 调查
调查结果认为，事发时福克F28飞机的輔助動力系統（APU）故障，这意味着机师如果关闭引擎后将无法使用APU重新启动引擎。但是如果进行除冰，飞机引擎必须关闭，否则除冰剂进入引擎后会把有毒空气泵入机舱，加上德莱顿机场并没有提供可以不使用APU启动引擎的外部电源装置。所以在飞机起飞前机翼积压了0.6和1.3厘米的雪。在起飞的时候结成了薄冰，导致升力不足，最后坠毁。

## 類似事故
- 復興航空791號班機：同為ATR-72型飛機，2002年12月21日凌晨從台北飛往澳門途中，因遭遇積冰問題而失事墜毀於澎湖外海。
- 中國東方航空5210號班機空難—2004年由于机翼冰层污染且未有除冰，在起飞后不久即坠机；
- 佛罗里达航空90号班机空难—1992年由于机师失误导致机体结构积冰，最终坠机；
- 美鷹航空4184號班機空難—1994年由于飞入未预见的结冰环境，最终坠机；
- 全美航空405号班机 - 紐約市拉瓜迪亞機場，1992年3月22日，一架載著51人的通勤飛機嘗試在跑道上起飛，但駕駛無法讓飛機爬升。全美航空405號班機墜入冰冷的法拉盛灣（英语：Flushing Bay），造成27人死亡

## 相关纪录片
此空难连全美航空405号班机一起译为空中浩劫第七季第7辑「困于暴雪」。